# Forst (forêt)

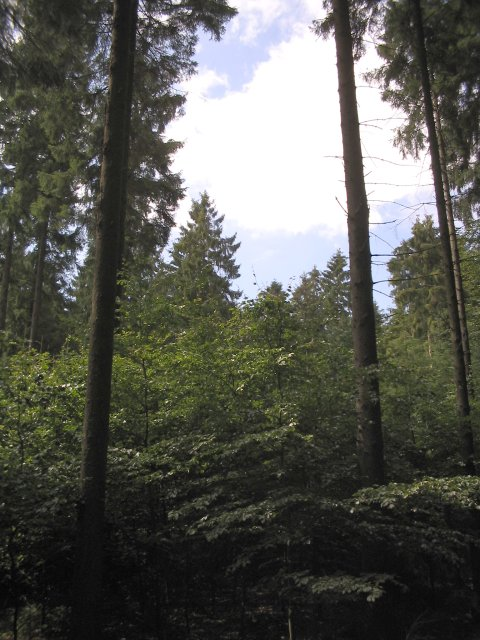
Forst.

En allemand le mot Forst () est aujourd'hui utilisés pour décrire les forêts aménagées dont la composition en espèces d'arbres est contrôlée plus ou moins anthropiquement d'un point de vue économique (notamment pour le rendement en bois brut). La séparation conceptuelle entre Wald (forêt) et Forst est fluide, puisque la naturalité des forêts peut être très différente ; seule la démarcation avec la jungle est claire. La définition actuelle est à l'opposé de celle d'origine.
Dans l'usage antérieur, les Forste étaient des forêts royales ou Bannforst (Bannwald, Wildbannforst), comprises plus tard comme des forêts (Wälder) avec droits de chasse (de), de pêche et de bois pour des personnes spécialement habilitées.

## Origine du mot
En vieux haut allemand, le mot Bannwald(Bambois) (désignait ce que l'on nomme aujourd'hui Forst, en moyen latin forestis.
En plus de forestis, d'autres dérivations de Forst sont envisageables :
- également du germanique first (cf. Firstbaum délimitant l'entrée de la maison et l'enclos), indication éventuelle de forêts spécialement protégées ;
- du germanique forha et forhaha, cf. Pin sylvestre et forêt de pins, ce dernier terme étant également utilisé pour les forêts de feuillus ;
- du celtique dvoresta (= extérieur) ;
- du latin foris (= dehors)[2].

Comparer aussi avec le forest de l'anglais et la forêt du français, qui signifient aussi Wald ou Forst aujourd'hui. Dans les récits de l'histoire anglaise, il est souligné que la « Forest » au Moyen Âge signifiait plutôt quelque chose comme la nature sauvage et ne devait pas nécessairement être densément boisée. On pense que la lettre l dans le mot espagnol et portugais floresta est une mauvaise insertion de l'humanisme de la Renaissance, lorsqu'il a été tenté de dériver le mot de la racine flor- (« fleurir »).